# Ishinosuke Uwano
Ishinosuke Uwano (em japonês: 上野 石之助, outubro de 1922) é um ex-soldado do Exército Imperial Japonês que saltou à fama em abril de 2006 após ter sido descoberto vivendo em Ucrânia seis décadas após o fim da Segunda Guerra Mundial. Uwano foi considerado morto no banco de dados japoneses.[carece de fontes?]
Uwano foi convocado para a guerra em 1943, e serviu no lado japonês da Ilha de Sajalín ao termo da guerra, e esteve em contato com sua família até 1958. A Ilha de Sajalín esteve sob domínio dos soviéticos, e milhares de japoneses haviam sido feito escravos, sendo essa a possibilidade imaginada para Uwano, mas na realidade foi um entre cerca de 200 japoneses que sobreviveram em algum país da antiga URSS.[carece de fontes?] Posteriormente casou-se com uma ucraniana e estabeleceu-se em Kiev, onde teve três filhos. No entanto, a falta de contato levou a sua família a declará-lo legalmente morto em 2000. 
Uwano mudou-se para a Ucrânia em 1965, passando a residir em Zhitomyr, onde casou e teve três filhos.
Em 2006 Uwano foi até a embaixada japonesa em Kiev, na Ucrânia e se apresentou, fazendo com que o governo japonês soubesse de sua sobrevivência.
Como consequência, quando voltou a Japão a visitar a sua família o 2006, teve que entrar a seu país com seu passaporte ucraniano.